# Корона Киани

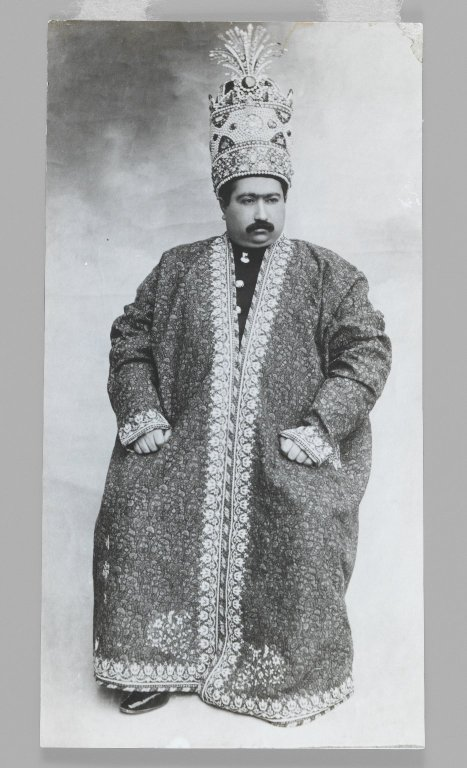
Мохаммад Али-шах Каджар в короне Киани. Одна из 274 старых фотографий. Бруклинский музей.

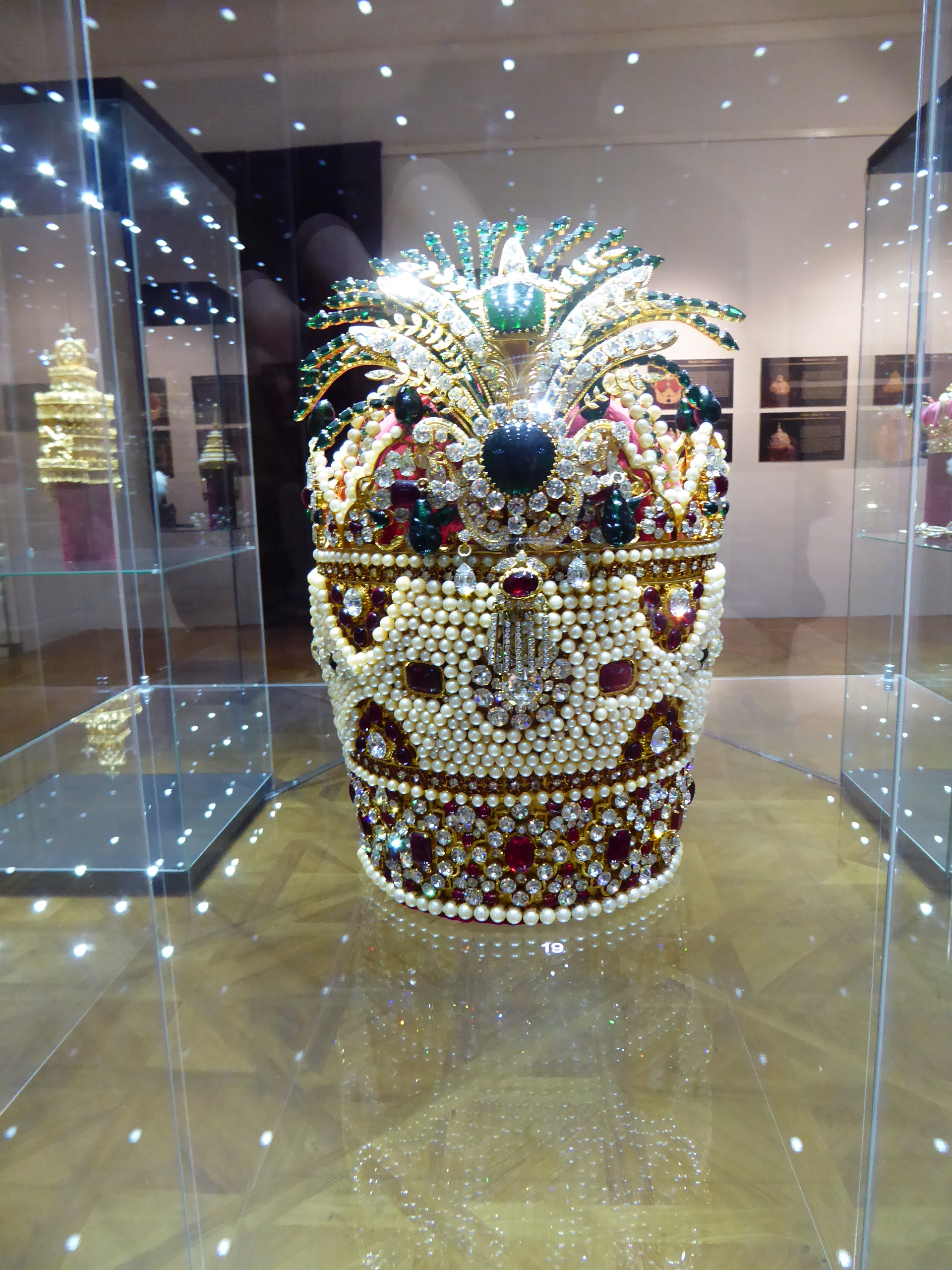
Реплика короны Киани на выставке в Чехии

Корона Киани (перс. تاج کیانی‎) — корона, использовавшаяся правителями династии Каджаров. Была сделана в 1796 году по указу Фетх-Али-шаха и использовалась уже шахами последующих поколений. На персидском языке киани означает «шахский».
С исчезновением Сасанидов, иранские шахи не использовали корону такой формы. Корона в тот период напоминала эгретку.
Для изготовления этой короны использовались золото и серебро. Из других элементов, использовавшихся для этой короны, можно выделить алмазы, изумруды, рубины и жемчуг.
В настоящее время корона Киани хранится в Национальной сокровищнице Центрального Банка Ирана.
За исключением Мохаммад-шаха все каджарские шахи носили эту корону.
Реза-шах Пехлеви не хотел использовать корону Киани. Поэтому он приказал группе иранских ювелиров под контролем ювелира с Кавказа российского происхождения Серадж ад-дина Джавахери создать для него новую корону.

## Особенности внешнего вида короны
Представляет интерес то обстоятельство, что корона Киани стала первой короной, созданной после завершения эпохи Сасанидской империи в стиле той империи. Короны сасанидских падишахов в зависимости от их предпочтений имели различный вес и форму. Некоторые из этих корон были настолько тяжелы, что их на тонкой цепочке подвешивали к потолку, чтобы она не придавала слишком большой тяжести носившим её падишахам. Среди привлекающих внимание особенностей подобных корон того периода можно выделить зубцы на её поверхности, что считалось религиозным и национальным знаком и признаком древних богов. Фактически, использование этих зубцов служило для демонстрации связи шаха с высшим миром. Эти же зубцы можно ясно видеть и на короне Киани. Другой особенностью сасанидских корон было наличие украшения, имитирующего солнечные лучи в передней части короны, что также хорошо видно на короне Киани. Эти лучи символизирует солнце. Поскольку в Древнем Иране солнце служило знаком благодати и богов, использование этого украшения показывало получение правителями легитимации со стороны богов.